# Wolfgang Uhlmann
Wolfgang Uhlmann (29 de marzo de 1935-24 de agosto de 2020) fue un gran maestro de ajedrez alemán. Fue el ajedrecista más exitoso de Alemania Oriental, llegando al Torneo de Candidatos de 1971. Durante su carrera, Uhlmann jugó contra muchos de los mejores jugadores de la época y ganó el Campeonato de Ajedrez de Alemania Oriental 11 veces. Uhlmann continuó jugando al ajedrez en sus últimos años, antes de morir a los 85 años en Dresde.

## Carrera ajedrecística
Wolfgang Uhlmann nació el 29 de marzo de 1935 en Dresde, Alemania. Su padre, Alfred, panadero, le enseñó el juego a los seis años pero, a los dieciséis, contrajo tuberculosis y pasó un año y medio en un sanatorio, donde estudió el juego sin descanso. Emergió como un jugador fuerte, progresando al título de Campeón Juvenil Alemán en 1951. Aprendió el oficio de la impresión tipográfica, pero su carrera en el ajedrez le impidió practicarlo.
Uhlmann ganó los Campeonatos de Ajedrez de Alemania Oriental de 1954, 1955 y 1958, y en 1956 recibió el título de Maestro Internacional, y más tarde el título de Gran Maestro en 1959. Fue el jugador más destacado de la República Democrática Alemana (RDA) en las Olimpíadas de Ajedrez de 1956 a 1990, donde hizo 11 apariciones, la mayoría en el primer tablero. En la 16.ª Olimpiada de Ajedrez en Tel Aviv, Israel, anotó un total combinado de 15 puntos de 18, lo que le valió la medalla de oro individual en el primer tablero. Ese mismo año ganó su cuarto campeonato nacional. Una medalla de bronce individual, por una puntuación combinada de 13 puntos de 18, siguió en 1966 en La Habana, Cuba.

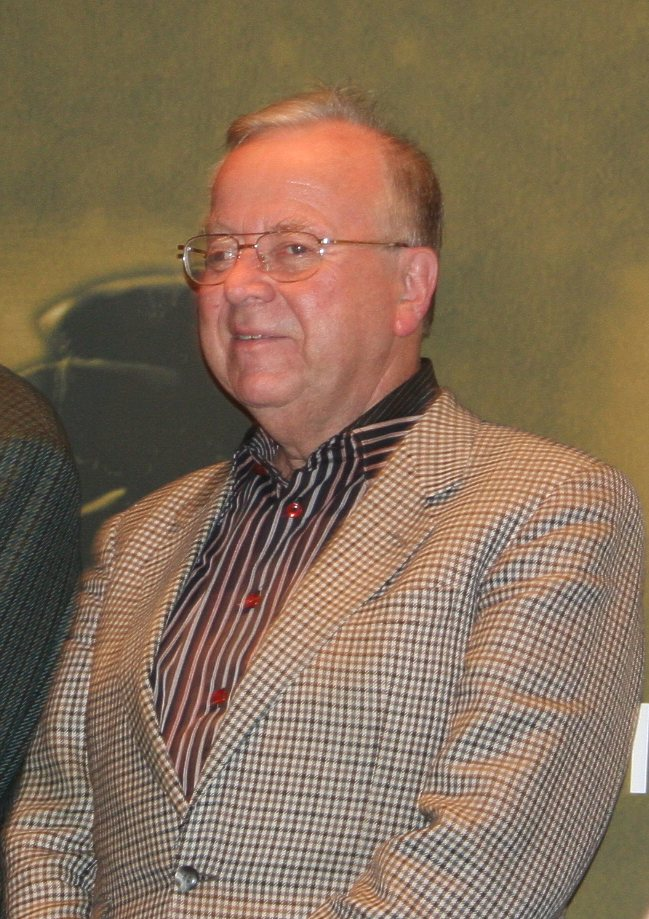
Uhlmann en 2005

En 1964, Uhlmann compartió la victoria con Lev Polugaevsky en un torneo en Sarajevo y empató en el primer lugar con el ex campeón mundial Vasily Smyslov en el Memorial Capablanca. Empató en primer lugar con Borislav Ivkov, y por delante del campeón mundial Tigran Petrosian en Zagreb 1965, empató en primer lugar con Boris Spassky en Hastings 1965/66, empató en primer lugar con David Bronstein en Szombathely 1966, y empató en primer lugar con Bronstein en el Memorial Lasker de Berlín en 1968. En Raach en 1969, un torneo zonal, terminó dos puntos por encima de un campo que incluía a Lajos Portisch, dándole acceso al Interzonal de Palma de Mallorca.
Su intento más exitoso de clasificación para el Campeonato del Mundo se produjo en el Interzonal de Palma de Mallorca de 1970, donde quedó sexto y alcanzó los encuentros de Candidatos al año siguiente. Pero su encuentro de cuartos de final con Bent Larsen en Las Palmas terminó en decepción, una victoria de Larsen por 5½ – 3½. El encuentro contó con tres partidas en la Defensa francesa, variante Tarrasch y Larsen jugando la inusual apertura Benko. Uhlmann no pudo volver a acercarse tanto al Campeonato del Mundo.
También disfrutó de cierto éxito en las décadas de 1970 y 1980. Empató en primer lugar con Bronstein y Vlastimil Hort en Hastings 1975/76, quedó segundo detrás de Anatoly Karpov en Skopje 1976, empató en primer lugar con Farago y Rainer Knaak en Halle 1978, y ganó Halle 1981 por un punto completo.

### Old Hands
En 2012, a la edad de 77 años, Uhlmann fue miembro del grupo "Old Hands" de jugadores de alto nivel que jugaron contra las "Snowdrops", un grupo de jóvenes maestras, en un partido de exhibición. Los otros veteranos eran Oleg Romanishin, Vlastimil Hort y Friðrik Ólafsson, mientras que las mujeres eran Tania Sachdev, Alina Kashlinskaya, Valentina Gunina, y Kristýna Havlíková. ChessBase describió la partida de la octava ronda Kashlinskaya – Uhlmann como la más hermosa del evento, con el juego de Uhlmann evocando el estilo del joven Mikhail Tal.

## Muerte y legado
Uhlmann murió el 24 de agosto de 2020, en Dresde, donde había vivido toda su vida. Tenía 85 años y había ingresado en el hospital después de una caída; sin embargo, había estado enfermo gran parte de su vida por complicaciones derivadas de la tuberculosis infantil. Le sobreviven su viuda, Christine, dos hijos y dos nietos.
Uhlmann fue reconocido como uno de los principales expertos mundiales en la defensa francesa, en particular la variante Winawer, habiendo refinado y mejorado muchas de sus variaciones y escrito el libro Ein Leben lang Französisch (Ganar con la Francesa) sobre esta apertura. Es uno de los pocos grandes maestros que ha usado la defensa francesa casi exclusivamente en respuesta a 1. e4.

### Partidas célebres
|       |       |       |       |       |       |       |       |    |  |
|       | a8    | b8    | c8 kd | d8 qd | e8 bd | f8    | g8    | h8 |  |
| a7 pd | b7 pd | c7    | d7    | e7    | f7 pd | g7    | h7 rd |    |  |
| a6    | b6    | c6 nd | d6    | e6 pd | f6    | g6    | h6    |    |  |
| a5    | b5    | c5    | d5    | e5 pl | f5    | g5    | h5    |    |  |
| a4    | b4    | c4    | d4 pd | e4 nl | f4 pl | g4 rd | h4 nd |    |  |
| a3 pl | b3    | c3 pd | d3    | e3    | f3    | g3    | h3 rl |    |  |
| a2    | b2    | c2 pl | d2    | e2    | f2    | g2    | h2    |    |  |
| a1    | b1 rl | c1 bl | d1    | e1 kl | f1 bl | g1    | h1 ql |    |  |
|       |       |       |       |       |       |       |       |    |  |

Bronstein vs. Uhlmann, Tallin 1977 
1.e4 e6 2.d4 d5 3.Cc3 Ab4 4.e5 Ce7 5.a3 Axc3+ 6.bxc3 c5 7.Dg4 Dc7 8.Dxg7 Tg8 9.Dxh7 cxd4 10.Ce2 Cbc6 11.f4 Ad7 12.Dd3 dxc3 13.h4 0-0-0 14.h5 Cf5 15.h6 Tg6 16.h7 Th8 17.Th3 (17.Tb1 f6 18.exf6 Ae8 19.Dxc3 Txh7 20.Txh7 Dxh7 21.Tb3 [Vasiukov–Doroskevic, URSS 1967] d4!=/+ Ivkov) d4! 18.Tb1 Ae8 19.Df3 Dd8-/+ 20.g4 Ch4 21.Dh1 Txg4 22.Cg3 Txh7 23.Ce4 (ver diagrama; "Negras ahora sacrifican una pieza para establecer una clavada letal en la gran diagonal blanca.") Cxe5 24.fxe5 Ac6 25.Ad3 Rc7 26.Rf2 Th5 27.Tf3 Dg8 28.Af4 Cxf3 29.Dxh5 Txf4 30.Dh6 Cg5+ 0–1